# Équipe de France amateure de football
Maillots
L'équipe de France de football amateurs rassemble les meilleurs footballeurs évoluant sous statut amateur entre 1932 et 1987.

## Histoire
Cette sélection est créée à la suite de l'adoption du statut professionnel en France en 1932. Il ne faut pas la confondre avec l'Équipe de France olympique de football. Toutefois, l'équipe de France amateur participe aux phases de qualifications pour les Jeux olympiques entre 1960 et 1980.
L'équipe de France prend part à un match de prestige le 15 mai 1963 à l'occasion du centenaire de la Fédération anglaise de football face à l'équipe d'Angleterre amateur.
Lors des jeux méditerranéens de 1967, la France fait match nul contre l'Italie en finale (0-0). Les arbitres déterminent alors les transalpins vainqueurs au pile-ou-face mais le comité organisateur annule cette décision et déclare les deux pays vainqueurs.
Lors de leurs 4 dernières éditions, les Bleus sont défaits 3 fois en finale lors des éditions en 1975, 1979 et 1987.
L'équipe perdant en finale en 1979 contre la Yougoslavie :
Mottet - Bruno, Trenora, Reymond (Duch), Krueg, Touré, Lafargue, Mannique, Picot, Couriol, Ricort (Faget)
En septembre 1982, les dirigeants de la FFF décide de relancer l'équipe de France amateurs, qui sera formée de joueurs promotionnels de Division 1 et 2, et disputera, notamment, des rencontres amicales dans les pays francophones. Le sélectionneur pour la saison 1982-1983 sera Jacky Braun.
L'équipe de France "amateurs" joue son tournoi en 1987 lors des Jeux Méditerranéens. Seuls des joueurs de D2 sont sélectionnés et ils sont professionnels, ce qui fait que la FFF considéra a posteriori cette sélection comme une équipe de France de deuxième division.

## Palmarès
- Coupe méditerranéenne 1953-1958 : 2e
- Jeux Méditerranéens : 
  - co-vainqueur en 1967
  - Finaliste en 1975, 1979 et 1987
  - 3e en 1955

## Parcours par compétition
| Éditions | Parcours | Nbr de participants |
| -------- | -------- | ------------------- |
| 1949     | absent   | 4                   |
| 1950-53  | absent   | 4                   |
| 1953-58  | 2e       | 6                   |

| Éditions | Parcours     | Nbr de participants |
| -------- | ------------ | ------------------- |
| 1951     | absent       | 3                   |
| 1955     | 3e           | 4                   |
| 1959     | absent       | 3                   |
| 1963     | absent       | 9                   |
| 1967     | Co-vainqueur | 8                   |
| 1971     | 5e           | 8                   |
| 1975     | Finale       | 9                   |
| 1979     | Finale       | 8                   |
| 1983     | 4e           | 9                   |
| 1987     | Finale       | 8                   |